# Лимприхт, Ханс Вольфганг
Ханс Вольфганг Лимприхт (нем. Hans Wolfgang Limpricht, 1877, дата смерти неизвестна) — немецкий ботаник и бриолог.

## Биография
Ханс Вольфганг Лимприхт родился 31 октября 1877 года в немецком городе Бреслау (ныне Вроцлав, Польша) в семье известного бриолога Карла Густава Лимприхта (1834—1902). В 1902 году Лимприхт получил степень доктора философии в Университете Бреслау. После смерти отца Ханс Вольфганг закончил его книгу по бриологии Die Laubmoose Deutschlands. С 1910 по 1920 Лимприхт путешествовал по Китаю. Также Ханс был автором описания семейства Taccaceae (ныне включено в семейство Диоскорейные) в третьем томе книги Адольфа Генриха Энглера Pflanzreich, изданном в 1928 году, где он описал один новый вид и 3 новые формы растений.
Гербарные образцы растений, собранные Хансом Лимприхтом, хранятся в гербарии Вроцлавского университета в Польше.

## Род и некоторые виды растений, названный в честь Х. В. Лимприхта
- Sinolimprichtia H.Wolff, 1922
- Lindera limprichtii H.J.P.Winkl., 1922